# Maria Malicka-Błaszkiewicz
Maria Teresa Malicka-Błaszkiewicz (ur. 1941 we Lwowie, zm. 1 marca 2021) – polska biochemik, dr hab., profesor zwyczajny Zakładu Patologii Komórki Wydziału Biotechnologii Uniwersytetu Wrocławskiego i Niepublicznej Wyższej Szkoły Medycznej we Wrocławiu.

## Życiorys
Obroniła pracę doktorską, następnie uzyskała stopień doktora habilitowanego. 6 kwietnia 2001 nadano jej tytuł profesora w zakresie nauk biologicznych. Objęła funkcję profesora na Wydziale Profilaktyki Zdrowia Niepublicznej Wyższej Szkole Medycznej we Wrocławiu.
Piastowała stanowisko profesora zwyczajnego w Zakładzie Patologii Komórki na Wydziale Biotechnologii Uniwersytetu Wrocławskiego i Niepublicznej Wyższej Szkole Medycznej we Wrocławiu, oraz kierownika Zakładu Patologii Komórki Wydziału Biotechnologii Uniwersytetu Wrocławskiego i dziekana Wydziału Profilaktyki Zdrowia Niepublicznej Wyższej Szkoły Medycznej we Wrocławiu.
Pochowana na cmentarzu parafialnym Św. Jacka przy ulicy Chałupniczej 21 we Wrocławiu